# جيريمي كيمبل
جيريمي كيمبل (بالإنجليزية: Jeremy Kimball) هو فنان قتال مختلط أمريكي، ولد في 1 مارس 1991 في برلينغتون في الولايات المتحدة.

## وصلات خارجية
- جيريمي كيمبل على موقع يو إف سي (الإنجليزية)
- جيريمي كيمبل على موقع بيلاتور (الإنجليزية)
- جيريمي كيمبل على موقع شيردوغ (الإنجليزية)
- جيريمي كيمبل على موقع IMDb (الإنجليزية)